# Ceryx caryocatactes
Ceryx caryocatactes är en fjärilsart som beskrevs av Hans Daniel Johan Wallengren 1860. Ceryx caryocatactes ingår i släktet Ceryx och familjen björnspinnare. Inga underarter finns listade i Catalogue of Life.